# Câu lạc bộ bóng đá nữ Thành phố Hồ Chí Minh II
Câu lạc bộ bóng đá nữ Thành phố Hồ Chí Minh II là một câu lạc bộ bóng đá nữ Việt Nam, có trụ sở tại Thành phố Hồ Chí Minh, Việt Nam. Đội bóng đang chơi tại Giải bóng đá nữ vô địch quốc gia.
Đội bóng hiện đang chơi tại Sân vận động Thống Nhất.

## Lịch sử
Câu lạc bộ bóng đá nữ Thành phố Hồ Chí Minh II thực ra là Câu lạc bộ bóng đá nữ Tao Đàn. Tao Đàn chính là cái nôi bóng đá nữ của Thành phố Hồ Chí Minh và của cả phía Nam. Trước đây, 3 câu lạc bộ bóng đá đầu tiên của cả nước là Hà Nội Hoa học trò, Tao Đàn và Than Quảng Ninh. Sau 30 năm, bóng đá nước nhà đã có thêm nhiều câu lạc bộ mới và thực tế Tao Đàn là một câu lạc bộ có truyền thống chứ không phải một đội bóng mới.
Năm 2015, lãnh đạo bóng đá Thành phố Hồ Chí Minh thành lập đã quyết định đăng ký cho các cầu thủ trẻ của họ tham gia tranh tài tại Giải bóng đá nữ vô địch quốc gia với tên gọi là Câu lạc bộ bóng đá nữ Tao Đàn do Trung tâm Thể dục Thể thao Quận 1 điều hành và quản lý. Huấn luyện viên trưởng của đội Tao Đàn khi đó là ông Nguyễn Hữu Thắng, người từng nắm vai trò Huấn luyện viên trưởng đội nữ Thành phố Hồ Chí Minh ở mùa giải năm 2014. Đội Tao Đàn với đa số các cầu thủ đều nằm trong độ tuổi từ 17 đến 19 tuổi thi đấu bên cạnh những cầu thủ dày dạn kinh nghiệm như thủ môn Tuyết Mai, trung vệ Tuyết Mai... để làm điểm tựa tinh thần, giúp cho các cầu thủ trẻ tự tin hơn.
Vào năm 2016, Câu lạc bộ bóng đá nữ Tao Đàn được đổi tên thành Câu lạc bộ bóng đá nữ Thành phố Hồ Chí Minh II, đội bóng được xem là sân sau của Câu lạc bộ bóng đá nữ Thành phố Hồ Chí Minh I.

## Tên đội bóng
- 2015: Tao Đàn;
- 2016-nay: Thành phố Hồ Chí Minh II.

## Thành tích

### Danh hiệu trong nước

#### Giải vô địch Quốc gia
- Giải bóng đá nữ vô địch quốc gia

 Vô địch (0):

## Đội hình hiện tại
Tính đến ngày 11 tháng 6 năm 2019:
Ghi chú: Quốc kỳ chỉ đội tuyển quốc gia được xác định rõ trong điều lệ tư cách FIFA. Các cầu thủ có thể giữ hơn một quốc tịch ngoài FIFA.
| Số | VT | Quốc gia | Cầu thủ                |
| -- | -- | -------- | ---------------------- |
| 2  | HV | Việt Nam | Đỗ Thị Thúy Kiều       |
| 4  | HV | Việt Nam | Trần Thị Mỹ Thương     |
| 20 | TĐ | Việt Nam | Nguyễn Ngọc Thanh Như  |
| 23 | TV | Việt Nam | Hồ Thị Kim Ngân (C)    |
| 26 | TV | Việt Nam | Hoàng Thị Nương        |
| 27 | TM | Việt Nam | Nguyễn Thị Kim Yên     |
| 31 | TV | Việt Nam | Châu Ngọc Bích         |
| 32 | TV | Việt Nam | Tống Thị Quỳnh Anh     |
| 33 | HV | Việt Nam | Phạm Thị Thùy Loan     |
| 34 | TV | Việt Nam | Phạm Thị Ngọc Trâm     |
| 35 | TV | Việt Nam | Nguyễn Thị Thúy Phương |

| Số | VT | Quốc gia | Cầu thủ              |
| -- | -- | -------- | -------------------- |
| 36 | HV | Việt Nam | Nguyễn Thị Như Ý     |
| 38 | TV | Việt Nam | Nguyễn Thị Yến Nhi   |
| 40 | HV | Việt Nam | Lê Thị Bích          |
| 42 | TĐ | Việt Nam | Danh Thị Anh Thư     |
| 44 | HV | Việt Nam | Võ Thị Kim Tính      |
| 45 | TV | Việt Nam | Hoàng Thị Kim Quê    |
| 48 | TV | Việt Nam | Ngô Thị Ánh Hương    |
| 50 | TĐ | Việt Nam | Lê Diễm Mi           |
| 51 | HV | Việt Nam | Nguyễn Thị Huỳnh Anh |
| 54 | HV | Việt Nam | Cao Lê Huyền Trân    |
| 58 | TV | Việt Nam | Phạm Thúy An         |
| 59 | TM | Việt Nam | Trần Thị Cẩm Linh    |
| 60 | TM | Việt Nam | Mai Mi Mi            |
| 61 | TV | Việt Nam | Nguyễn Hoàng An Như  |

## Các huấn luyện viên trong lịch sử
| Các huấn luyện viên trưởng của Thành phố Hồ Chí Minh II \| - 2015: Nguyễn Hữu Thắng - 2016: Lưu Ngọc Mai - 2017-2021: Nguyễn Quốc Nam - 2022-nay: Nguyễn Hữu Thắng \| |
| - 2015: Nguyễn Hữu Thắng - 2016: Lưu Ngọc Mai - 2017-2021: Nguyễn Quốc Nam - 2022-nay: Nguyễn Hữu Thắng                                                               |

## Các đội trưởng trong lịch sử
| Các đội trưởng của Thành phố Hồ Chí Minh II \| - 2015-2017: Nguyễn Thị Tuyết Mai \| |
| - 2015-2017: Nguyễn Thị Tuyết Mai                                                   |

## Thành tích tạiGiải nữ Vô địch Quốc gia
| Thành tích của Thành phố Hồ Chí Minh II tại Giải Vô địch Quốc gia | Thành tích của Thành phố Hồ Chí Minh II tại Giải Vô địch Quốc gia | Thành tích của Thành phố Hồ Chí Minh II tại Giải Vô địch Quốc gia | Thành tích của Thành phố Hồ Chí Minh II tại Giải Vô địch Quốc gia | Thành tích của Thành phố Hồ Chí Minh II tại Giải Vô địch Quốc gia | Thành tích của Thành phố Hồ Chí Minh II tại Giải Vô địch Quốc gia | Thành tích của Thành phố Hồ Chí Minh II tại Giải Vô địch Quốc gia | Thành tích của Thành phố Hồ Chí Minh II tại Giải Vô địch Quốc gia | Thành tích của Thành phố Hồ Chí Minh II tại Giải Vô địch Quốc gia |
| Năm                                                               | Thành tích                                                        | St                                                                | T                                                                 | H                                                                 | B                                                                 | Bt                                                                | Bb                                                                | Điểm                                                              |
| ----------------------------------------------------------------- | ----------------------------------------------------------------- | ----------------------------------------------------------------- | ----------------------------------------------------------------- | ----------------------------------------------------------------- | ----------------------------------------------------------------- | ----------------------------------------------------------------- | ----------------------------------------------------------------- | ----------------------------------------------------------------- |
| 2015                                                              | Thứ 7                                                             | 12                                                                | 0                                                                 | 1                                                                 | 11                                                                | 5                                                                 | 43                                                                | 1                                                                 |
| 2016                                                              | Thứ 8                                                             | 14                                                                | 0                                                                 | 2                                                                 | 12                                                                | 3                                                                 | 41                                                                | 2                                                                 |
| 2017                                                              | Thứ 7                                                             | 14                                                                | 2                                                                 | 2                                                                 | 10                                                                | 6                                                                 | 30                                                                | 8                                                                 |
| 2018                                                              | Thứ 6                                                             | 12                                                                | 1                                                                 | 2                                                                 | 9                                                                 | 6                                                                 | 25                                                                | 5                                                                 |
| 2019                                                              | Thứ 6                                                             | 12                                                                | 1                                                                 | 1                                                                 | 10                                                                | 6                                                                 | 48                                                                | 4                                                                 |
| 2020                                                              | Thứ 8                                                             | 14                                                                | 0                                                                 | 3                                                                 | 11                                                                | 3                                                                 | 31                                                                | 3                                                                 |